# ملكة جمال الدولية 2008
ملكة جمال الدولية 2008، هي نسخة مسابقة ملكة جمال الدولية الثامنة والأربعون في تاريخ مسابقة ملكة جمال الدولية منذ انطلاقتها عام 1960، أقيمت مسابقة في 8 نوفمبر 2008 في مدينة ماكاو الفينيسية في ماكاو. تنافست في هذه المسابقة 63 متسابقة من جميع أنحاء العالم على التاج،  وهو ما يمثل أكبر نسبة مشاركة في المسابقة التي تبلغ 48 عامًا، متجاوزة الرقم السابق البالغ 61 عامًا خلال مسابقة العام الماضي. كما قامت المتسابقات بزيارة إلى هونج كونج، طوكيو. في نهاية الحدث توجت أليخاندرا أندريو من إسبانيا من قبل ملكة جمال الدولية 2007، بريسيلا بيراليس من المكسيك، لتكون ملكة جمال الدولية الجديدة.

## النتائج

### المراكز النهائية
| النتائج النهائية       | المتنافسة |
| ---------------------- | --- |
| ملكة جمال الدولية 2008 | - إسبانيا - أليخاندرا أندريو |
| الوصيفة الأولى         | - كولومبيا - كريستينا كامارغو |
| الوصيفة الثانية        | - بولندا - آنا تارنوفسكا |
| الوصيفة الثالثة        | - الصين - تشانغ ون ليو |
| الوصيفة الرابعة        | - جمهورية التشيك - زوزانا بوتناوفا |
| أفضل 12                | - الإكوادور - جنيفر بازمينو - اليابان - كيوكو سوجياما - لبنان - جيسيكا قهواتي - الفلبين - باتريشيا فرنانديز - بورتوريكو - ميريام بابون - تركيا - غولسون أوسلو - فنزويلا - دايانا كولميناريس |

## الروابط الخارجية
- موقع ملكة جمال الدولية الرسمي